# Liste der Kulturgüter in Sorens
Die Liste der Kulturgüter in Sorens enthält alle Objekte in der Gemeinde Sorens im Kanton Freiburg, die gemäss der Haager Konvention zum Schutz von Kulturgut bei bewaffneten Konflikten, dem Bundesgesetz vom 20. Juni 2014 über den Schutz der Kulturgüter bei bewaffneten Konflikten sowie der Verordnung vom 29. Oktober 2014 über den Schutz der Kulturgüter bei bewaffneten Konflikten unter Schutz stehen.
Objekte der Kategorie A sind im Gemeindegebiet nicht ausgewiesen, Objekte der Kategorie B sind vollständig in der Liste enthalten, Objekte der Kategorie C fehlen zurzeit (Stand: 1. Januar 2023).

## Kulturgüter
| Foto |                                                                | Objekt                                                   | Kat. | Typ | Standort                            | Beschreibung |
| ---- | -------------------------------------------------------------- | -------------------------------------------------------- | ---- | --- | ----------------------------------- | ------------ |
| ja   | Datei hochladen · Wikidata zu Kirche Saint-Michel (Q29698153)  | Kirche Saint-Michel / Église Saint-Michel KGS-Nr.: 09995 | B    | G   | Route Principale 85 571045 / 168701 |              |
| BW   | Datei hochladen · Wikidata zu Ehemaliges Pfarrhaus (Q29698136) | Ehemaliges Pfarrhaus / Ancienne cure KGS-Nr.: 13324      | B    | G   | Route Principale 91 570991 / 168705 |              |
| BW   | Datei hochladen · Wikidata zu Bauernhaus (Q29698167)           | Bauernhaus / Ferme KGS-Nr.: 13325                        | B    | G   | Route Principale 52 571309 / 168799 |              |
| BW   | Datei hochladen · Wikidata zu Bauernhaus (Q29698183)           | Bauernhaus / Ferme KGS-Nr.: 13326                        | B    | G   | Vers-les-Massons 43 571616 / 168642 |              |